# Сан-Сальвадор (аеропорт)
Міжнародний аеропорт Комалапа (IATA: SAL, ICAO: MSLP) — міжнародний аеропорт, що обслуговує столицю Сальвадору — місто Сан-Сальвадор. Аеропорт є третім, серед найзавантаженіших а аеропортів Центральної Америки. В 2021 році аеропорт обслугував 2,517,000 пасажирів.